# Гембицька Юлія
Юлія Гемби́цька (до шлюбу Подухович; нар. 1848, Львів — пом. 1914, Львів) — українська театральна акторка. 
У 1869—1900 роках (з перервами) працювала в Руському народному театрі у Львові. Виконала ролі:
- Стара гуцулка, Майтерика («Убога Марта», «Гнат Приблуда» Сидора Воробкевича);
- Палажка («Мартин Боруля» Івана Карпенка-Карого).

Дружина актора Тита Гембицького, мати акторки Олени Гембицької.